# Tower of Power
Tower of Power es una banda estadounidense de funk y soul.

## Historia
La historia de la banda comienza en el verano de 1968, cuando Emilio Castillo conoce a Stephen "Doc" Kupka en Oakland, California. Kupka había hecho una audición durante el ensayo de The Motowns,  la anterior banda de Emilio, y el padre de éste se presentó inmediatamente para advertirle: "Quédate con el chico: tiene algo". El saxo barítono de Doc pasó a formar parte de la sección de vientos de la banda de Castillo, que, desde ese momento, pasó a llamarse Tower of Power.
El grupo, una formación de soul con 10 miembros, no tardaría en hacerse muy conocido en la Bahía de San Francisco, y en 1970, tras una actuación en el legendario Fillmore West, editan su primer álbum, "East Bay Grease" con composiciones de Castillo y Kupka y bajo los auspicios de Bill Graham. La segunda grabación, "Bump City" sería editada bajo el sello Warner Bros, iniciando una colaboración entre la banda y la editorial que duraría un buen número de años y que cristalizaría en una larga lista de hits. Cuando la banda firmó por Columbia Records, las cosas comenzaron a ir peor, a pesar de que el nuevo sello pagaba mejor a los músicos. Sólo el primero de los discos editados con Columbia recordaba a los antiguos Tower of Power, y al mismo tiempo, los problemas con las drogas de algunos de los integrantes, los continuos cambios en la formación y los coqueteos con la música disco, más comercial, hacen mella en las nuevas producciones del grupo, que a pesar de ello, consigue editar 10 álbumes durante toda la década de los 70.
Durante la siguiente década, la producción discográfica del grupo se reduce drásticamente, mientras que la potente sección de vientos (Emilio Castillo, Lenny Pickett, Stephen Kupka, Greg Adams, y Mic Gilette) se establece por su cuenta para realizar innumerables trabajos de estudio, grabando entre otros con Elton John, Phil Collins, Santana, Toto., The Monkees, Elkie Brooks, Cat Stevens, Linda Lewis, John Lee Hooker, Rufus, Rod Stewart, Jefferson Starship, Mickey Hart, Heart, Spyro Gyra o KMFDM, Lyle Lovett, Poison, The Brothers Johnson, o Aerosmith.
Los 90 vieron el retorno de Tower of Power como banda; Castillo reagrupa a todos sus músicos para lanzar una serie de potentes álbumes en la línea de sus grabaciones más clásicas, pero con una producción más moderna. Aparecen diferentes compilaciones y en 2003 aparece Oakland Zone, su último trabajo para Sony / Columbia.
En 2008 la banda celebra su 40 aniversario con una reunión en el Fillmore de San Francisco, con la presencia de 20 antiguos miembros. El concierto se edita comercialmente al año siguiente junto a un CD recopilatorio titulado "Great American Soulbook". También sale al mercado "The East Bay Archive Volume I", que la banda edita bajo su propio sello, TOP Records.

## Valoración
Tower of Power, junto a otras importantes bandas surgidas a finales de los 60 como The Grateful Dead, Jefferson Airplane, Santana, Big Brother, Journey o Cold Blood ayudó a definir el "Sonido de San Francisco". A diferencia de la mayoría de esas bandas, que hacían música psicodélica, Tower of Power se especializó desde el principio en la música soul (The Motowns, el grupo que dio origen a la banda se llamaba así en honor del famoso sello de música negra, y hacía versiones de las canciones de los artistas más famosos de la compañía), lo que propición que la banda adquiriese una fuerte personalidad propia desde su constitución.
Independientemente, la sección de vientos de la banda, considerada como una de las más potentes del mundo cuenta con un historial de grabaciones impresionante. Ellos, junto a la singular sinergia rítmica desarrollada entre el baterista David Garibaldi y el bajista Francis "Rocco" Prestia (figuras de referencia en sus respectivos instrumentos), los distintivos solos de guitarra de Bruce Conte y la clase del organista Chester Thompson sitúan a la banda como una referencia imprescindible en su género.

## Miembros[5]
- Formación original
  - Saxos: Emilio Castillo, Stephen Kupka, Skip Mesquite
  - Metal: Greg Adams, Mic Gillette, David Padron
  - Bajo: Francis Rocco Prestia
  - Batería: David Garibaldi
  - Guitarra: Willy Fulton
  - Voz: Rufus Miller
  - Percusión:
  - Teclados:
- 1972
  - Saxos: Emilio Castillo, Stephen Kupka, Skip Mesquite
  - Metal: Greg Adams, Mic Gillette
  - Bajo: Francis Rocco Prestia
  - Batería: David Garibaldi
  - Guitarra: Willy Fulton
  - Voz: Rick Stevens
  - Percusión: Brent Byars
  - Teclados:
- 1973
  - Saxos: Emilio Castillo, Stephen Kupka, Lenny Pickett
  - Metal: Greg Adams, Mic Gillette
  - Bajo: Francis Rocco Prestia
  - Batería: David Garibaldi
  - Guitarra: Bruce Conte
  - Voz: Lenny Williams
  - Percusión: Brent Byars
  - Teclados: Chester Thompson
- 1974
  - Saxos: Emilio Castillo, Stephen Kupka, Lenny Pickett
  - Metal: Greg Adams, Mic Gillette
  - Bajo: Francis Rocco Prestia
  - Batería: David Garibaldi
  - Guitarra: Bruce Conte
  - Voz: Lenny Williams
  - Percusión:Carter Collins
  - Teclados: Chester Thompson
- 1975
  - Saxos: Emilio Castillo, Stephen Kupka, Lenny Pickett
  - Metal: Greg Adams, Mic Gillette
  - Bajo: Francis Rocco Prestia
  - Batería: David Garibaldi
  - Guitarra: Bruce Conte
  - Voz: Hubert Tubbs
  - Percusión:
  - Teclados: Chester Thompson
- 1976
  - Saxos: Emilio Castillo, Stephen Kupka, Lenny Pickett
  - Metal: Greg Adams, Mic Gillette
  - Bajo: Francis Rocco Prestia
  - Batería: Ronnie Beck
  - Guitarra: Bruce Conte
  - Voz: Edward McGee
  - Percusión:
  - Teclados: Chester Thompson
- 1978
  - Saxos: Emilio Castillo, Stephen Kupka, Lenny Pickett
  - Metal: Greg Adams, Mic Gillette
  - Bajo: Victor Conte
  - Batería: Ronnie Beck
  - Guitarra: Bruce Conte
  - Voz: Michael Jeffries
  - Percusión:
  - Teclados: Chester Thompson
- 1979
  - Saxos: Emilio Castillo, Stephen Kupka, Lenny Pickett
  - Metal: Greg Adams, Mic Gillette
  - Bajo: Vito San Filippo
  - Batería: David Garibaldi
  - Guitarra: Danny Hoefer
  - Voz: Michael Jeffries
  - Percusión:
  - Teclados: Chester Thompson
- 1981
  - Saxos: Emilio Castillo, Stephen Kupka, Lenny Pickett
  - Metal: Greg Adams, Mic Gillette, Rick Waychesko
  - Bajo: Vito San Filippo
  - Batería: David Garibaldi
  - Guitarra: Willy Fulton
  - Voz: Michael Jeffries
  - Percusión:
  - Teclados: Chester Thompson
- 1982
  - Saxos: Emilio Castillo, Stephen Kupka, Marc Russo
  - Metal: Greg Adams, Mic Gillette
  - Bajo: Vito San Filippo
  - Batería: Mark Sanders
  - Guitarra: Willy Fulton
  - Voz: Michael Jeffries
  - Percusión:
  - Teclados:
- 1986
  - Saxos: Emilio Castillo, Stephen Kupka, Richard Elliot
  - Metal: Greg Adams, Lee Thornburg
  - Bajo: Francis Rocco Prestia
  - Batería: Mick Mestek
  - Guitarra: Willy Fulton
  - Voz: Ellis Hall
  - Percusión:
  - Teclados:
- 1991
  - Saxos: Emilio Castillo, Stephen Kupka, Steve Grove
  - Metal: Greg Adams, Lee Thornburg
  - Bajo: Francis Rocco Prestia
  - Batería: Russ McKinnon
  - Guitarra: Carmen Grillo
  - Voz: Tom Bowes
  - Percusión:
  - Teclados: Nick Milo
- 1993
  - Saxos: Emilio Castillo, Stephen Kupka, Paul Pérez, Lenny Pickett
  - Metal: Greg Adams, Lee Thornburg
  - Bajo: Francis Rocco Prestia
  - Batería: Russ McKinnon
  - Guitarra: Carmen Grillo
  - Voz: Tom Bowes
  - Percusión: Poncho Sánchez
  - Teclados: Nick Milo
- 1995
  - Saxos: Emilio Castillo, Stephen Kupka, Paul Pérez, David Mann
  - Metal: Bill Churchville, Barry Danielian
  - Bajo: Francis Rocco Prestia
  - Batería: Herman Matthews
  - Guitarra: Carmen Grillo
  - Voz: Brent Carter
  - Percusión: Poncho Sánchez
  - Teclados: Nick Milo
- 1999
  - Saxos: Emilio Castillo, Stephen Kupka, Paul Pérez, Norbert Stachel
  - Metal: Bill Churchville, Jesse McGuire
  - Bajo: Francis Rocco Prestia
  - Batería: David Garibaldi
  - Guitarra: Jeff Tamelier
  - Voz: Brent Carter
  - Percusión: Poncho Sánchez
  - Teclados: Nick Milo

- 2010
  - Saxos: Emilio Castillo, Stephen Kupka, Tom E. Politzer
  - Metal: Mic Gillete, Adolfo Acosta
  - Bajo: Francis Rocco Prestia
  - Batería: David Garibaldi
  - Guitarra: Jerry Cortez
  - Voz: Larry Braggs
  - Percusión: Poncho Sánchez
  - Teclados: Roger Smith

En 2010 quedaban aún cinco de los miembros originales de la banda: Emilio Castillo, Rocco Prestia, Stephen Kupka, David Garibaldi y Mic Gillete.

## Discografía

### Álbumes de estudio
- 1970: East Bay Grease
- 1972: Bump City
- 1973: Tower of Power
- 1974: Back to Oakland
- 1974: Urban Renewal
- 1975: In The Slot
- 1976: Ain't Nothin' Stoppin' Us Now
- 1978: We Came to Play!
- 1979: Back on the Streets
- 1987: TOP (editado únicamente en Europa)
- 1988: Power
- 1991: Monster on a Leash
- 1993: T.O.P.
- 1995: Souled Out
- 1997: Rhythm & Business
- 1999: Dinosaur Tracks
- 2003: Oakland Zone
- 2009: The Great American Soulbook
- 2018: Soul Side Of Town

### Álbumes en directo
- 1976: Live And In Living Color
- 1981: Direct (grabción live en estudio)
- 1997: Direct Plus (reedición de Direct con tomas alternativas)
- 1999: Soul Vaccination: Live
- 2008: East Bay Archive Volume 1 (grabado en K-K-K-Katy's, Boston, en abril de 1973)

### Compilaciones
- 1974: Funkland
- 2001: The Very Best of Tower of Power: The Warner Years
- 2002: Soul With a Capital "S": The Best of Tower of Power
- 2003: Havin' Fun
- 2003: What is Hip & Other Hits
- 2006: What is Hip

### Sencillos
- 1972: "You're Still a Young Man", n.º 29 (The Billboard Hot 100) (R&B n.º 24)
- 1972: "Down to the Nightclub", n.º 66
- 1973: "So Very Hard to Go", n.º 17 (R&B n.º 11)
- 1973: "This Time It's Real", n.º 65 (R&B n.º 27)
- 1974: "What Is Hip?", n.º 91 (R&B n.º 39)
- 1974: "Time Will Tell", n.º 69 (R&B n.º 27)
- 1974: "Don't Change Horses (In the Middle of a Stream)", n.º 26 (R&B n.º 22)
- 1976: "You Ought To Be Havin' Fun", n.º 68 (R&B n.º 62)